# Піщаний тигр
Піщаний тигр (Carcharias) — рід акул родини Піщані акули ряду Ламноподібні. Має 2 види. Інші назви «тигрова піщана акула» та «великозубі піщані тигри».

## Опис
Це великі, масивні хижаки, що досягають значних розмірів тіла — до 4,5 м та ваги 160 кг. Голова подовжена з гострою, стиснутою мордою. На очах відсутні мигальні перетинки. Серпоподібна паща в звичайному положенні трохи відкрита, оголюючи ряди кривих і безладно розміщених на щелепах зубів-іклів. Зуби рівні, без гребенів. У поєднанні з хижим виразом «обличчя» ці акули мають досить страхітливий вигляд. Грудні плавці більше спинних плавців, мають трикутну форму. Піщані тигри мають характерну будову тулуба — під переднім спинним плавцем присутнє потовщення, що утворює своєрідний горб на спині. Другий спинний плавець і анальний плавець дуже великі. Хвіст становить 1/3 від усього розміру тіла.

## Спосіб життя
Тримаються теплих і помірно-теплих океанічних вод — як поблизу берегів, так і на значній відстані. Зустрічаються на глибинах до 190 м. Живляться костистими рибами, дрібними акулами, скатами, кальмарами, крабами та омарами.
Це яйцеживородні акули. Народжується до 25 акуленят.
Становлять небезпеку для людини.

## Розповсюдження
Мешкають у тропічних водах Тихого, Атлантичного та Індійського океанів.

## Види
- Carcharias taurus  Rafinesque, 1810
- Carcharias tricuspidatus  Day, 1878